# (36421) 2000 OM60
2000 OM60 (asteroide 36421) é um asteroide da cintura principal. Possui uma excentricidade de 0.18442040 e uma inclinação de 0.76647º.
Este asteroide foi descoberto no dia 29 de julho de 2000 por LONEOS em Anderson Mesa.